# TV8 (Молдова)
TV8 (до 29 юни 2017 г. – TV7) е телевизионен канал в Молдова. Излъчват се основно филми и телевизионни предавания, собствени токшоута и новини. Стартира на 1 март 2006 г. Излъчването се осъществява на румънски и руски език. Седалището му се намира в град Кишинев, Молдова. Собственост е на обществена асоциация „Медия Алтернатива”, чийто изпълнителен директор е Наталия Морари. През 2017 г. тогавашният собственик на канала Чирил Лучински прехвърля собствеността си на „Медия Алтернатива“. След прехвърлянето TV7 се преименува на TV8.

## История
На 1 март 2006 г. стартира като канал TV7 в Молдова, който преизлъчва програмите на руския канал НТВ. От края на април 2006 г. започва да излъчва новинарски емисии на румънски език „Cotidian“ (от румънски: Ежедневник) с Вера Терентиева: излизат в ефир в делнични дни в 17:30 и в събота и в 8:30 (се състои от блока основни новини, спортни новини и прогноза за времето, със специалисти по телевизионни водещи). На 14 май TV7 стартира развлекателното предаване „Vedete cu șorț“ (от румънски: „Звезди в престилка“), подобно на предаването на НТВ „Кулинарен дуел“ (преди това излъчвано по Молдова 1). Водеща на предаването е била певицата Аура. По-късно стартират проектите „AutoClub“, „Liga Șoferilor“ и „Atracție turistică“. На 20 май стартира предаването „Consecința istorică“ по TV7, аналог на предаването „Разследването е проведено...“ (преди това излъчвано по NIT). И от 17 септември по TV7 стартира финалната програма „Cotidian Exclusiv“, подобна на програмата на НТВ – „Днес. Окончателна програма".
TV7 излъчва в Кишинев на 43-ти аналогов канал (до 2017 г.) и на 58-ми канал в тестов цифров мултиплекс на територията на Кишинев и околностите му (доставя се в пакет с канали ProTV Chişinău, Muz-TV Moldova, TVC21 и Prime). В Балти TV7 се предлагаше на VHF 24. Също така, излъчването му се осъществява в кабелни мрежи в цяла Молдова. Излъчването се осъществява на румънски и руски език. Съобщават се последни новини от Молдова, Русия и целия свят по различни теми.